# Skalinek czarny
Skalinek czarny (Petroica traversi) – gatunek małego ptaka z rodziny skalinkowatych (Petroicidae). Występuje endemicznie na Wyspach Chatham i jest narażony na wyginięcie.

## Taksonomia
Skalinek czarny został odkryty przez Henry’ego T. Traversa na początku roku 1872. Gatunek opisał naukowo Walter Buller w roku 1872 w dziele A history of the birds of New Zealand. Buller nadał mu nazwę Miro traversi; nazwa gatunkowa upamiętnia odkrywcę, a obecna nazwa rodzajowa, Petroica, pochodzi od greckich słów petros (skała) oraz oikos (mieszkanie, dom). Nie wyróżnia się podgatunków.

## Morfologia
Długość ciała wynosi 15,2 cm, w tym ogona około 6,6 cm i dzioba (wzdłuż dolnej szczęki) 1,8 cm. Skrzydło mierzy 8,6 cm, natomiast skok 2,8 cm. Sylwetką przypomina rudzika (co znalazło odzwierciedlenie w angielskiej nazwie, Black robin). Upierzenie w większości czarne, pióra u nasady ołowianoszare. Tęczówka brązowa, dziób czarny. Nogi brązowoczarne, spód stopy żółtawy.

## Zasięg występowania
Zasięg występowania obejmuje 4 km² na Wyspach Chatham; zasiedla wyspy Mangere i Rangatira (South East Island). Środowisko życia stanowią nizinne, zakrzewione lasy.

## Zachowanie
Zawołanie stanowi pojedynczy, wysoki dźwięk. Pieśń samca jest prosta i złożona z 5–7 dźwięków. Owadożerny, pożywienia szuka na ziemi lub na niskich gałęziach. Sezon lęgowy trwa od wczesnego października do późnego grudnia. Gniazdo mieści się w dziupli lub innym otworze drzewa lub też w złamanym pniu. Samica składa 1–3 kremowych jaj o fioletowawych plamkach. Inkubacja trwa około 18 dni. Oba ptaki z pary uczestniczą w karmieniu. Młode opuszczają gniazdo w wieku 23 dni, jednak są jeszcze karmione przez rodziców dopóki nie ukończą 65. dnia życia.

## Status, zagrożenia i ochrona
Według IUCN gatunek klasyfikowany jest jako gatunek narażony na wyginięcie (VU – vulnerable); przed 2022 rokiem był uznawany jako gatunek zagrożony wyginięciem (kategoria EN – endangered). Pod koniec XIX wieku liczebność populacji skalinków czarnych gwałtownie zmalała. W 1980 roku wynosiła zaledwie 5 osobników: trzy samce i dwie samice. W 1981 roku liczba osobników wzrosła do siedmiu, w roku 1990 około 116, w 1998 – 226, zaś w roku 1999 już 254 (w tym 178 dorosłych). Wiosną 2011 roku, w trakcie liczenia osobników tego gatunku, na wyspie Rangatira stwierdzono 190 dorosłych osobników, zaś na Mangere – 34. Łącznie z młodymi było wtedy 260 ptaków tego gatunku.
Zagrożenia dla Petroica traversi stanowią przywiezione na wyspę szczury, zdziczałe koty oraz myszy, a także świnie domowe. Introdukcja szpaków zwyczajnych (Sturnus vulgaris) może stanowić poważny problem w przyszłości, z powodu zajmowania miejsc lęgowych oraz drapieżnictwa. Problem stanowi także potencjalna hybrydyzacja ze skalinkiem wielkogłowym (Petroica macrocephala). Z powodu niszczenia lasów na wyspie Little Mangere, osobniki na niej żyjące zostały przeniesione na wyspę Mangere. W latach 1980–1981 próbowano wykorzystać krzakówkę długodziobą (Gerygone albofrontata) jako zastępczą matkę dla jaj i piskląt skalinków czarnych, ale nie udało się jednak tego zrealizować. W latach 1981–1982 trzy pisklęta samicy o imieniu Old Blue zostały oddane pod opiekę skalinka wielkogłowego; przeżyły i zostały sprowadzone na wyspę Mangere. Zaczęto dalej stosować tę technikę, a pisklęta po uzyskaniu wieku dorosłego sprowadzono na wyspę Rangatira. Na obu wyspach, na których występuje P. traversi, prowadzi się ponowne zalesianie.